# Xylopia pallescens
Xylopia pallescens este o specie de plante angiosperme din genul Xylopia, familia Annonaceae, descrisă de Henri Ernest Baillon. Conform Catalogue of Life specia Xylopia pallescens nu are subspecii cunoscute.